# Nicocreonte
Nicocreonte foi um rei de Salamina, cidade de Chipre, no período conhecido como as Guerras dos Diádocos, em que os sucessores de Alexandre, o Grande, disputavam as regiões do seu império. Ele foi nomeado governador de todo Chipre por Ptolemeu I Sóter.

## Biografia
Possivelmente, ele já era rei de Salamina antes da campanha de Alexandre contra os persas. O nome de sua esposa era Biothea.
Em 331 a.C., depois que Alexandre voltou do Egito e estava na Fenícia, os reis das cidades de Chipre enviaram atores para entreter Alexandre; a maior disputa foi entre Atenodoro, financiado por Pasícrates, rei de Solos, e Téssalo, financiado por Nicocreonte, de Salamina. Os juízes deram a vitória a Atenodoro, mas Alexandre comentou que tinha preferido Téssalo.
Durante um banquete, em que Nicocreonte estava presente, o filósofo Anaxarco, amigo de Alexandre, quando perguntado pelo rei o que ele achava que seria divertido, respondeu que tudo estava muito bom, mas o que faltava era a cabeça de um sátrapa sendo servida, fazendo alusão a Nicocreonte. A vingança de Nicocreonte ocorreria cerca de cinco anos depois da morte de Alexandre.
Após a morte de Alexandre, o Grande, em 323 a.C., seus principais generais travaram uma demorada luta pela posse de sua herança.
Quando Nicocreonte, rei de Salamina, se aliou a Ptolemeu I Sóter, seus vassalos, Nícocles de Pafos, Sosícrates de Solos e Andrócles de Amato, também se aliaram. Com duzentos navios, eles cercaram a cidade de Mário, aliada de Pérdicas.
Em cerca de 318 a.C., o barco que levava o filósofo Anaxarco, contra a sua vontade, foi parar em Chipre, e Nicocreonte ordenou que Anaxarco fosse espancado até a morte com ferro. Anaxarco respondeu com a famosa frase, Você pode bater no saco de Anaxarco, mas você não pode bater em Anaxarco. Nicocreonte ordenou que a língua de Anaxarco fosse cortada, mas ele mesmo a mordeu, e a cuspiu sobre o tirano.
Em 315 a.C., enquanto Nicocreonte, o mais poderoso dos tiranos de Chipre, se aliou a Ptolemeu, os reis de Cítio, Lápito, Mário e Cireneia se aliaram a Antígono Monoftalmo. Após haver sufocado uma rebelião na Cirenaica, Ptolemeu invadiu Chipre; Pigmalião, que estava negociando com Antígono, foi morto, Práxipo, rei de Lápito e Cerineia, foi preso, assim como Estasíeco, rei de Mário. A cidade de Mário foi destruída, e seus habitantes levados até Pafos. Ptolemeu apontou Nicocreonte como general de Chipre.
William Smith calcula que ele morreu antes de 306 a.C., porque ele não é mencionado no cerco de Salamina, que deu fama a Demétrio como sitiador, nem na batalha naval que se seguiu.